# آنوبیاس بارتری گلابرا
آنوبیاس بارتری گلابرا (Anubias barteri var. glabra)، گونه ای از آنوبیاس از خانواده گل‌شیپوریان است که اولین بار توسط گیاه‌شناس انگلیسی نیکلاس ادوارد براون (N.E. Brown) در سال ۱۹۰۱ توصیف شد. 

## توزیع
غرب آفریقا : گینه، لیبریا، ساحل عاج، کامرون، جزیره بیوکو، گابن، جمهوری دموکراتیک کنگو . 

## کاشت
مانند بسیاری از گونه های آنوبیاس، چنانچه این گیاه به حالت غوطه‌وری کامل و یا نیمه غوطه‌وری باشد و ریزوم باید بالای بستر و چسبیده به سنگ یا چوب باشد، به خوبی رشد می کند . در طیف وسیعی از نور به خوبی رشد می کند. محدوده دمایی ۲۲ تا ۲۸ درجه سانتیگراد را ترجیح می دهد. می توان آن را از طریق تقسیم ریزوم یا جدا کردن شاخه های جانبی تکثیر کرد.

## مراجع
1. 1 2  Crusio, W. (1979). "A revision of Anubias Schott (Araceae)". Mededelingen Landbouwhogeschool Wageningen. Primitiae Africanae XII. 79 (14): 1–48.